# Virgilio Tosi
Virgilio Tosi (Milano, 29 novembre 1925 – Roma, 15 aprile 2023) è stato un regista, divulgatore scientifico e storico del cinema italiano.

## Biografia

### Origini
Il giorno in cui l'Italia entrò in guerra (10 giugno 1940), Tosi si impiegò come apprendista-fatturista presso la sede milanese di una ditta tedesca che vendeva acciai. Continuerà gli studi da solo. Alla fine del 1942, essendosi fatto notare a un convegno giovanile internazionale sul teatro, gli venne offerto di trasferirsi a Roma per lavorare presso l'appena istituito Ente Teatrale Italiano, che gestiva teatri e compagnie teatrali di prosa. Si impegnò a non trascurare gli studi per ottenere, da privatista, la maturità classica, il che avverrà nell'anno 1943, in condizioni avventurose, data la divisione dell'Italia per cause belliche.
Alla fine della seconda guerra mondiale, terminato l'impegno con l'Ente Teatrale Italiano, durante gli studi universitari di filosofia, cominciò a svolgere attività di critico teatrale e cinematografico. Nel 1946 promosse la costituzione del Circolo del Teatro “Il Diogene” di cui diventa segretario: del comitato direttivo facevano parte anche Mario Apollonio, Paolo Grassi, Giorgio Strehler. L'anno successivo collaborò alla nascita del Piccolo Teatro di Milano. La giunta comunale milanese lo nominò membro della prima Commissione direttiva tecnico-artistica del teatro, assieme a Grassi, Strehler e Apollonio.

### L'attività di documentarista
Nel frattempo i suoi interessi si rivolgevano sempre più al cinema. Socio fondatore della Cineteca Italiana di Milano, collaborò allo sviluppo in Italia del movimento dei cineclub e, nel 1947, fu tra i promotori della costituzione della Federazione italiana dei circoli del cinema di cui sarà uno dei dirigenti tra il 1949 e il 1952. Contemporaneamente iniziò a partecipare come sceneggiatore ad alcuni film a soggetto: importante per il suo tirocinio professionale la collaborazione con Cesare Zavattini. Esordì come regista di film documentari e, in seguito, decise di dedicarsi a questo lavoro, specializzandosi in particolare nel campo del film scientifico. Nello stesso tempo continuò a svolgere attività nel campo della critica e della saggistica cinematografica. Negli anni sessanta cominciò a collaborare a vari programmi della Rai TV.
Fu consulente dell'UNESCO, dell'Istituto Luce, della Galleria nazionale d'arte moderna e contemporanea, presidente dell'International Scientific Film Association e dell'Associazione italiana di cinematografia scientifica, direttore di ricerche in campo audiovisivo per il C.N.R., il C.S.C. e per la Rai TV.
Svolse ricerche storiche sulle origini scientifiche della cinematografia e ricerche sperimentali per studiare il linguaggio delle immagini in movimento attraverso la registrazione dei movimenti oculari.
Dal 1976 insegnò al Centro sperimentale di cinematografia (Scuola nazionale di cinema) e tenne seminari e conferenze in numerose università e scuole di cinema in Italia e all'estero (Gran Bretagna, Francia, Messico e altri paesi d'Europa e dell'America Latina). Dal 1998 insegnò anche alla ZeLIG, Scuola per il documentario di Bolzano. Le materie principali d'insegnamento erano “Storia e critica del cinema documentario” e “Tecniche di realizzazione di cinema documentario e scientifico”. Dal 2002 al 2004 fu professore a contratto all'Università degli Studi di Roma "La Sapienza" per il corso di “Cinematografia documentaria”. Dal 2012 collaborò al sito "ildocumentario.it"  con la pubblicazione di "La rubrica di Virgilio".
In occasione delle 31e Giornate del cinema muto di Pordenone ricevette nel 2012 il premio internazionale Jean Mitry, destinato "a coloro che si distinguono per il loro sforzo nella ricerca storiografica" (presentazione video di Paolo Cherchi Usai, .

## Documentari cinematografici
- La battaglia di Milano, (1949 – documentario girato per la Camera del Lavoro di Milano sull'occupazione da parte degli operai di alcune grandi fabbriche metalmeccaniche per evitarne lo smantellamento – nessuna copia reperibile)
- Elettroshock, (1950 - documentario di ricerca scientifica girato per iniziativa del prof. Ugo Cerletti dell'Università di Roma per mostrare gli effetti dell'elettroshock lungo la scala zoologica e nell'uomo – film rimasto incompiuto – materiali dovrebbero esistere nell'archivio dell'Istituto Luce)
- Enciclopedia Cinematografica "Conoscere", (1952-1955 – prod. Filmeco - realizzazione di 12 “voci” documentarie (Acqua, Barometro, Clorofilla, Culla Termostatica, Elettroencefalogramma, Illusioni ottiche, Innesto, Obesità, Polmone d'acciaio, Russare, Specchio, Zero assoluto) e collaborazione alla direzione dell'iniziativa curata da Michele Gandin
- Inchiesta alimentare a Rofrano, (1954 - prod. Consiglio Nazionale delle Ricerche-Istituto Luce)
- Mimetismo animale, (1956)
- Riflessi condizionati, (1956)
- La casa dell'erpetologo, (1957)
- L'universo di Dante, i cinque sensi, l'occhio, i denti, (1957 - documentari didattici)
- Premio Nobel, (1958)
- Le guardie del sole, (1958)
- Le cure parenterali, (1958 - prod. Istituto Luce, premiato al Festival Internazionale del Film Scientifico, Mosca)
- I roditori, (1959 - prod. Istituto Luce, premiato al Festival Internazionale del Film per Ragazzi, Venezia)
- Biologia del sesso, (1959 - coregia A. Stefanelli, premiato con Bucranio d'argento alla Rassegna Internazionale Film Scientifico, Università di Padova)
- Sincrotrone, (1959 - premiato al Festival Internazionale del Film Scientifico, Oxford-Londra, diploma del "Nastro d'argento", premiato al Festival dell'Elettronica, Roma e al Festival del Film Industriale, Monza)
- Un quarto d'Italia, (1961 - da un'idea di Cesare Zavattini, documentario di lungometraggio realizzato per l'Associazione tra le Casse di Risparmio Italiane.
- Radiazioni pericolose, (1961 – prodotto in collaborazione con il Comitato Nazionale per l'Energia Nucleare)
- Vedere l'invisibile, (1961 - prodotto in collaborazione con il Comitato Nazionale per l'Energia Nucleare - rielaborazione di SINCROTRONE)
- L'atomo in mare, (1962 - prodotto in collaborazione con il Comitato Nazionale per l'Energia Nucleare)
- La professione di capo, (1963 - cinque film di mediometraggio prodotti per l'Italsider)
- Il quarto stato della materia, (1964 - prodotto in collaborazione con il Comitato Nazionale per l'Energia Nucleare, premiato al Festival Internazionale del Film Scientifico, Atene, e al Festival del Film Industriale, Genova)
- Fusione controllata dell'idrogeno, (1964 - prodotto in collaborazione con il Comitato Nazionale per l'Energia Nucleare)
- Fall out, (1964 - prodotto in collaborazione con il Comitato Nazionale per l'Energia Nucleare, premiato al Festival del Film Industriale, Monza)
- Disegno industriale, (1964, premiato al Festival del Film Industriale, Bologna)
- 1+1=10, (1964 - coregia M. Gandin - prodotto in collaborazione con il Comitato Nazionale per l'Energia Nucleare, premiato al Festival del Film Industriale, Genova)
- Operazione qualità, (1966 - tre film di mediometraggio prodotti per l'Italsider)
- P.Q. 2 Anno terzo, (1968 - prodotto in collaborazione con il Comitato Nazionale per l'Energia Nucleare)
- Fotografia della famiglia italiana, (1969-1970, selezionato per il Festival dei Popoli, Firenze)
- Telecomunicare, (1970)
- Pulsazioni in vitro, (1970 - prod. Istituto Luce)
- La misura del tempo, (1973 - prod. Mondadori)
- Un pioniere del cinema scientifico: Roberto Omegna (1974 - prod. Istituto Luce, premiato al Festival Internazionale del Film Scientifico, Miskolc-Budapest)
- Le vipere, (1975 - prod. Istituto Luce, premiato al Festival Internazionale del Film Scientifico, Eindhoven)
- Acque costiere, (1982 - prod. Istituto Luce)
- The origins of scientific cinematography, (1990-1993 - coproduzione europea: I.W.F., Germania, CNRS-AV, Francia, Istituto Luce, Italia) - serie di tre film (versioni in inglese, francese, tedesco, italiano, spagnolo):
- The pioniers, - 52'
- Technical developments around the turn of the Century, - 17'
- Early applications, - 30'.
- Elogio dell'imperfezione - Incontro con Rita Levi Montalcini, (2000 - prod. Scuola Nazionale di Cinema - Archivio della memoria - Ritratti italiani n. 3) - 56'.

## Selezione dei programmi televisivi realizzati
- Iniziò a collaborare con la televisione pubblica italiana RAI nel 1964 con brevi documentari inseriti nelle rubriche settimanali “TV7” e “Cordialmente”.
- Realizzò decine di trasmissioni didattiche per il Dipartimento Scuola-Educazione della Rai TV: cicli di lezioni televisive di chimica, elettrochimica, fisica, fisica nucleare, fisica-chimica, astronomia. Tra le altre: Modelli di impostazione didattica: Biologia (consulente scientifico prof. E. Capanna), ciclo di lezioni sulla storia della scienza; Problemi di metodologia scientifica (consulente scientifico prof. L. Lombardo Radice), ciclo di lezioni sulle grandi rivoluzioni scientifiche – 1967-1972.
- curò la regia di circa cinquanta trasmissioni di MEDICINA OGGI, programma di aggiornamento professionale per i medici – 1971-1973.
- Realizzò numerosi programmi per la rubrica poliennale ORIZZONTI DELLA SCIENZA E DELLA TECNICA, dalla prima puntata e per tutto l'arco della sua durata (1968-1979). Tra gli altri: In diretta dall'occhio, programma monografico su esperimenti relativi allo studio dei movimenti oculari – 1969 (Tali esperimenti sono poi proseguiti con ricerche sperimentali realizzate al Centro Sperimentale di Cinematografia in collaborazione con la RAI-TV e il Consiglio Nazionale delle Ricerche (1982-1994) – cfr. Bibliografia.
- Realizzò una serie di quindici programmi culturali basati esclusivamente su fotografie: ALBUM, FOTOGRAFIE DELL'ITALIA DI IERI (coll. P. Berengo Gardin) – 1977-1978. Sulla base di questa serie di trasmissioni televisive la Galleria d'Arte Moderna di Bologna e la RAI-TV hanno organizzato una mostra fotografica e audiovisiva presentata in molte città italiane e straniere (attraverso gli Istituti Italiani di Cultura).
- Curò la sceneggiatura del telefilm su Lazzaro Spallanzani della serie UOMINI DELLA SCIENZA, a cura di Lucio Lombardo Radice – 1977.
- Realizzò una serie di dodici programmi televisivi (messi in onda quattro volte): LA SCIENZA AL CINEMA – 60 anni di cinema scientifico italiano – rubrica Cineteca del Dipartimento Scuola Educazione della RAI-TV – 1980-1982.

## Pubblicazioni
- Il concept film, Associazione Italiana di Cinematografia Scientifica, Roma, 1970, 39 pp.
- Cinematografia scientifica e mezzi audiovisivi per la ricerca, l'informazione e l'insegnamento delle scienze, in S & T 76, annuario della Enciclopedia della Scienza e della Tecnica, Mondadori-UNESCO, Milano 1976; pubblicato anche in volume separato con altri saggi di autori vari, col titolo Metodi ed esperienze di informazione audiovisiva nella ricerca e nell'insegnamento delle scienze, Edizioni Scientifiche e Tecniche Mondadori, Milano, 1976.
- Cinematography and Scientific Research, UNESCO, Paris, 1977, 60 pp., ill. (del testo esistono anche traduzioni in giapponese e francese, estratti in italiano e tedesco).
- Il cinema prima di Lumière, ERI, Torino-Roma, 1984, 332 pp., ill.
- How to Make Scientific Audio-Visuals for Research, Teaching, Popularization, UNESCO, Paris, 1984, 157 pp.
- Il linguaggio delle immagini in movimento, Armando, Roma, 1986, 200 pp., ill. (versione italiana di How to Make Scientific Audio-Visuals for Research, Teaching, Popularization.)
- Manual de Cine Cientìfico, UNAM-UNESCO, Mexico, 1987, 200 pp., ill. (versione spagnola di How to Make Scientific Audio-Visuals for Research, Teaching, Popularization.)
- Marey and Muybridge: How Modern Biomechanics Analysis Started, in Biolocomotion: A Century of Research Using Moving Pictures (eds. A. Cappozzo, M. Marchetti, V. Tosi), International Society of Biomechanics, Promograph, Roma, 1992.
- El cine antes de Lumière, Universidad Nacional Autonoma de Mexico, Mexico 1993, 312 pp., ill. (versione spagnola aggiornata di Il cinema prima di Lumière).
- El lenguaje de las imagenes en movimiento, Grijalbo, Mexico, 1993, 180 pp., ill. (seconda versione spagnola di How to Make Scientific Audio-Visuals for Research, Teaching, Popularization.)
- Movimenti oculari e percezione di sequenze filmiche, (coautori L. Mecacci, E. Pasquali), C.S.C.-Pàtron, Roma-Bologna, 1994), 47 pp., ill.
- Quando il cinema era un circolo - La stagione d'oro dei cineclub (1945-1956), S.N.C.-Marsilio, Roma-Venezia, 1999, 230 pp., ill.
- Breve storia tecnologica del cinema, Bulzoni, Roma, 2001, 151 pp., ill.
- Joris Ivens. Cinema e utopia, Bulzoni, Roma, 2002, 244 pp., ill.
- Cinema Before Cinema, BUFVC, London, 2005, 234 pp., ill. (versione inglese ampliata e aggiornata di Il cinema prima di Lumière).
- Il cinema prima del cinema, Il Castoro, Milano, 2007, 294 pp., ill. (nuova edizione italiana ampliata e aggiornata di Il cinema prima di Lumière). Nuova edizione Carocci, Roma, 2022 (con una nuova prefazione di Lorenzo Lorusso e Marcello Seregni).
- Pagine di un libro che non sarà mai completato, in "Praga da una primavera all'altra 1968-1969" (catalogo della mostra omonima, a cura di Annalisa Cosentino, Forum, Editrice Universitaria Udinese, Udine, 2008, pp. 168–203.
- Osvaldo Polimanti: il cinema per le scienze, Carocci, Roma, 2011, 117 pp. ill. (a cura di Lorenzo Lorusso, Virgilio Tosi, Giovanni Almadori), pubblicato in cofanetto con L'utilizzo della cinematografia nelle scienze, nella medicina e nell'insegnamento di Osvaldo Polimanti (prima traduzione italiana della versione tedesca, pubblicata nel 1920, in Wissenschaftliche Kinematographie, Leipzig, Liesegang Verlag), presentazione di Virgilio Tosi.
- Storia di un'adolescenza breve, Carocci, Roma, 2015, 210 pp.
- Le immagini in movimento e la rivoluzione digitale, Carocci, Roma, 2020, 107 pp. (con Lorenzo Lorusso e Marcello Seregni).